# Santiago Estapé i Pagès
Santiago Estapé i Pagès   (el Masnou, 1876 - Barcelona, 16 de març de 1936) fou un polític i advocat català.

## Biografia
Era fill del dramaturg Jaume Estapé i Pagès i germà del metge Gabriel Estapé i Pagès. Estudià dret i exercí al llarg de la seva vida com a advocat a Barcelona, on va viure. Es va casar amb Serafina Tort i Bonjoch, filla del polític Francesc Xavier Tort i Martorell.
Era d'ideologia republicana i catalanista. El seu debut a la política fou quan es presentà per la Unió Federal Nacionalista Republicana (UFNR) a les eleccions a Corts del 1910 per Mataró, sense obtenir representació. El 1914 va participar en la comissió del Segon Centenari de la Caiguda de Catalunya com a representant del Centre Nacionalista Republicà. Després del Pacte de Sant Gervasi, l'any 1914, canvià de partit i es passà a la Lliga Regionalista, amb qui obtingué representació el 1915 a Barcelona i el 1921 pel districte de Mataró.
Tingué diverses responsabilitats a la Diputació de Barcelona i a la Mancomunitat de Catalunya. En totes dues institucions participà i presidí nombroses comissions. Fou membre del consell de govern de la Mutualitat de Secretaris i Funcionaris Municipals de Catalunya. Fou nomenat president accidental de la Mancomunitat després de l'absència de Puig i Cadafalch quan es produí el cop d'estat de Primo de Rivera, i fins a la dissolució el gener de 1924. Maldà per salvar-la, sense èxit, tot convocant una reunió l'11 de gener, en què tots els presents excepte un, signaren a favor de mantenir els organismes públics i que fossin governats per homes escollits democràticament.
El 1920. va comprar la masia de Can Casas o Can Malet al Masnou, que va rebatejar com a «Mas Nou». Va presidir la junta del Casino del Masnou i l'agost de 1935 va ser nomenat fill predilecte de la vila.
Durant els anys trenta, fou president de la Junta de la Federació Industrial d'Autotransports de Catalunya i de la Mutualitat de la FIATC. Morí a Barcelona però fou enterrat al cementiri del Masnou.